# Marinha de Guerra do Peru
A Marinha de Guerra do Peru  (Espanhol: Marina de Guerra del Perú; MGP) é o ramo naval das Forças Armadas do Peru, sendo responsavel pela defesa do territorio maritimo do Peru.

## Historia

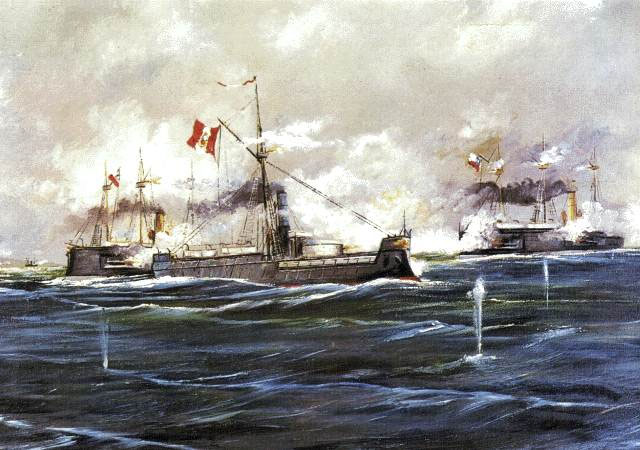
Navio peruano na "Batalha naval de Angamos"

A Marinha do Peru é herdeira da Marinha do Mar do Sul, criada pela Coroa Espanhola em 1580 para manter a segurança das rotas marítimas, ao longo de toda a costa do Pacífico, desde o Cabo Horn até a América Central, e particularmente a rota Callao-Panamá , devido às grandes quantidades de prata e ouro que foram enviadas para a Espanha.
Após a independência do Peru em 1821, o General José de San Martín, considerado o Protetor do Peru, estabeleceu a Marinha peruana. O primeiro contra-almirante foi Jorge Martín Guise. Seu herói nacional máximo é o Grande Almirante Miguel Grau, também chamado de ´´O Cavaleiro dos Mares´´ e ´´Peruano do Milênio´´.
O Comandante Geral da Marinha é a autoridade naval de alto escalão, que detém o posto de Almirante durante o cumprimento de suas funções. O Comandante Geral da Marinha e o Chefe do Estado-Maior da Marinha compõem o Alto Comando Naval.
A Marinha peruana controla, monitora e defende o domínio marítimo, rios e lagos, de acordo com a lei e os tratados ratificados pelo Estado para garantir a independência, soberania e integridade territorial da República. A Marinha atua e participa do controle da ordem interna, conforme previsto na Constituição Política do Peru e pelas leis vigentes. Participa do desenvolvimento econômico social do país, da implementação de ações cívicas e do apoio social em coordenação com os entes públicos, quando for o caso, além de participar de ações relacionadas à Defesa Civil, conforme previsto em lei.